# اکوپروتایپینگ
اکوپروتایپینگ (Eco-prototyping) یک رویکرد نوآورانه در طراحی و توسعه محصولات است که هدف آن کاهش تأثیرات زیست‌محیطی از مراحل اولیه طراحی محصول است. این رویکرد بر اصول پایداری تأکید دارد و تلاش می‌کند از مرحله ایده‌پردازی تا نمونه‌سازی، جنبه‌های محیط زیستی را در طراحی مدنظر قرار دهد. 

## اصول و مراحل اکوپروتایپینگ[۱]
۱. انتخاب مواد اولیه پایدار در این مرحله، مواد اولیه‌ای که برای ساخت نمونه اولیه استفاده می‌شوند، باید ویژگی‌های زیر را داشته باشند: زیست‌تجزیه‌پذیر باشند. قابلیت بازیافت داشته باشند. از منابع تجدیدپذیر استخراج شده باشند. ردپای کربن کمی ایجاد کنند (مانند استفاده از پلاستیک‌های زیستی یا مواد طبیعی). 
۲. طراحی چرخه عمر محصول (Life Cycle Design) چرخه عمر محصول تمامی مراحلی را که محصول از تولید تا پایان عمر خود طی می‌کند، شامل می‌شود. اکوپروتایپینگ تلاش می‌کند طراحی محصول به گونه‌ای انجام شود که کمترین آسیب به محیط زیست وارد شود. به عنوان مثال: کاهش انرژی مصرفی در تولید. طراحی برای بازیافت آسان‌تر. افزایش دوام و طول عمر محصول. 
۳. کاهش ضایعات استفاده از روش‌های تولیدی که کمترین مقدار پسماند را تولید کند، یکی از اصول کلیدی اکوپروتایپینگ است. این روش‌ها شامل پرینت سه‌بعدی با مواد زیست‌پایه و کاهش قطعات اضافی در طراحی است.
۴. استفاده از انرژی‌های پاک در فرآیند ساخت نمونه اولیه، استفاده از انرژی‌های تجدیدپذیر مانند انرژی خورشیدی، بادی یا برق سبز توصیه می‌شود.
۵. آزمایش و ارزیابی زیست‌محیطی برای سنجش تأثیرات زیست‌محیطی نمونه اولیه از ابزارهایی مانند ارزیابی چرخه عمر (LCA) استفاده می‌شود. این ابزارها میزان مصرف انرژی، تولید گازهای گلخانه‌ای و میزان زباله را تحلیل می‌کنند.
۶. بهینه‌سازی طراحی براساس نتایج ارزیابی زیست‌محیطی، تغییرات لازم در طراحی محصول برای بهبود پایداری آن اعمال می‌شود. این تغییرات ممکن است شامل استفاده از مواد جدید یا تغییر در فرآیند تولید باشد. 

## مزایای اکوپروتایپینگ
کاهش تأثیرات زیست‌محیطی: با استفاده از مواد پایدار و طراحی بهینه، محصولات اثر کمتری بر محیط زیست می‌گذارند.  
افزایش ارزش برند: تولید محصولات سبز باعث اعتبار بیشتر شرکت‌ها در بازار می‌شود.  
کاهش هزینه‌ها در بلندمدت: با کاهش مصرف مواد اولیه و انرژی، هزینه‌های تولید کاهش می‌یابد.  
تطابق با قوانین زیست‌محیطی: استفاده از روش‌های پایدار، شرکت‌ها را از جریمه‌های ناشی از قوانین سختگیرانه زیست‌محیطی مصون می‌دارد. 
کاربردهای اکوپروتایپینگ صنعت مد: طراحی لباس با استفاده از مواد ارگانیک، الیاف بازیافتی و روش‌های تولید با مصرف آب کمتر. 
تکنولوژی: ساخت دستگاه‌های الکترونیکی با قطعات بازیافتی و کاهش مصرف انرژی. 
بسته‌بندی: طراحی بسته‌بندی‌های قابل‌تجزیه با استفاده از مواد کاغذی به‌جای پلاستیک. 
ساخت و ساز: نمونه‌سازی با استفاده از مواد ساختمانی سبز مانند بتن کم‌کربن یا چوب بازیافتی.